# Iniziali bì-bì
Iniziali bì-bì è il secondo album in studio del gruppo musicale fiorentino Bandabardò, pubblicato nel 1998 dalla BMG Ricordi.

## Il disco
La canzone Il circo mangione prende il nome dall'album precedente, mentre Ewa è un chiaro riferimento a Tziganata (canzone dei Litfiba contenuta in Desaparecido), nei versi "Ewa balla sul fuoco/mentre Piero scrive una canzone/e la notte va avanti per gioco"; Una giornata uggiosa è una cover di Lucio Battisti e Mogol; Bandabardò live nel disco precedente si chiamava B.B.; la canzone Beppeanna è la più nota del gruppo, conosciuta anche come Attenziò, concentraziò per via dei suoi versi iniziali; dopo Quello che parlava alla luna (dedicata ad Andrea Pazienza) c'è una ghost track, È arrivato Baffone. Nella traccia 12 "Il circo mangione" Erriquez canta con Cisco, allora voce dei Modena City Ramblers.
Il nome è ispirato all'album di Serge Gainsbourg, « Initials B.B ».

## Tracce
1. Hamelin song - 03:42
2. Cuore a metà - 03:45
3. Disegnata - 03:34
4. Una giornata uggiosa - 03:15
5. L'estate paziente - 04:23
6. Mélo - 03:49
7. Ubriaco canta amore - 03:32
8. Beppeanna - 03:38
9. Juste le temps - 03:11
10. Lo sciopero del sole - 03:05
11. Bandabardò Live (Brigitte Bardot) - 01:13
12. Il circo mangione - 04:25
13. Ewa - 03:26
14. Sans Papiers (Iniziali: S.P.) - 03:08
15. Stai calmo Rocco - 03:42
16. Quello che parlava alla luna - 05:17
17. È arrivato Baffone - ghost track

## Formazione

### Gruppo
- Erriquez - voce, chitarra acustica, produzione
- Finaz - chitarra solista, produzione
- Orla - chitarra acustica
- Don Bachi - basso, contrabbasso
- Nuto - batteria
- Paolino - percussioni, tastiere, produzione

### Produzione
- Cantax - suoni, fonico, produzione
- Carlo U. Rossi - missaggio (tranne 9, 10, 11, 14), produzione 5
- Antonio Baglio - mastering

### Collaborazioni
- Claudia Bombi Pasetti - fisarmonica, basso tuba, sax baritono, clarino
- Luca Marianini - tromba
- Stefano Bollani - pianoforte
- Cisco - Voce in 12
- Francesco Moneti - violino
- Silvia Conti - cori
- Roberto Mangione - cori
- Huguito (Malfunk) - cori
- Leopoldo Lombardi - serenità contrattuale

### Copertina
- Alessandro Capellaro - copertina e foto